# Walt Disney Concert Hall
La Walt Disney Concert Hall, sita al n°111 di South Grand Avenue nel Downtown di Los Angeles, costruita sulla Bunker Hill, è la quarta sala del Los Angeles Music Center.
Viene utilizzata come sede per la Los Angeles Philharmonic Orchestra e la Corale di Los Angeles e dispone di 2265 posti a sedere realizzati da Poltrona Frau.
L'edificio, disegnato da Frank Gehry, è stato inaugurato il 24 ottobre 2003. La sua architettura (come negli altri lavori di Gehry) ha ricevuto critiche contrastanti, mentre l'acustica è largamente considerata migliore del suo predecessore, il Dorothy Chandler Pavilion.

## Il progetto
Fu Lillian Disney (la vedova di Walt Disney) a gettare le basi, nel 1987, per quest'opera, attraverso la donazione di 50 milioni di dollari. Lillian Disney intendeva regalare alla Los Angeles Philharmonic, una delle migliori orchestre del mondo, una sala all'altezza.
Nel 1989 venne bandito il concorso e vi parteciparono 72 concorrenti, tra cui molti architetti di fama internazionale. Fu la stessa Lillian Disney a scegliere il progetto di Frank Gehry, quando era ancora un architetto conosciuto solo a Los Angeles per le sue residenze fatte di zinco e lastre di compensato con strane forme antigravitazionali. Il bando stabiliva gli aspetti fondamentali sviluppati poi nel progetto dell'architetto americano: un ingresso principale aperto, un sereno rapporto con il vicino Chandler Pavilion (l'attuale Music Center adibita a sala per opere e concerti), una facciata pedonale lungo Grand Avenue e un'area all'aperto riservata ai musicisti. L'esterno ondulato dell'edificio ricorda i petali di una rosa aperta (fiore tanto amato dalla vedova Disney), ma è l'architetto stesso a definire la sua opera come una barca a vela con il vento in poppa.

## Struttura

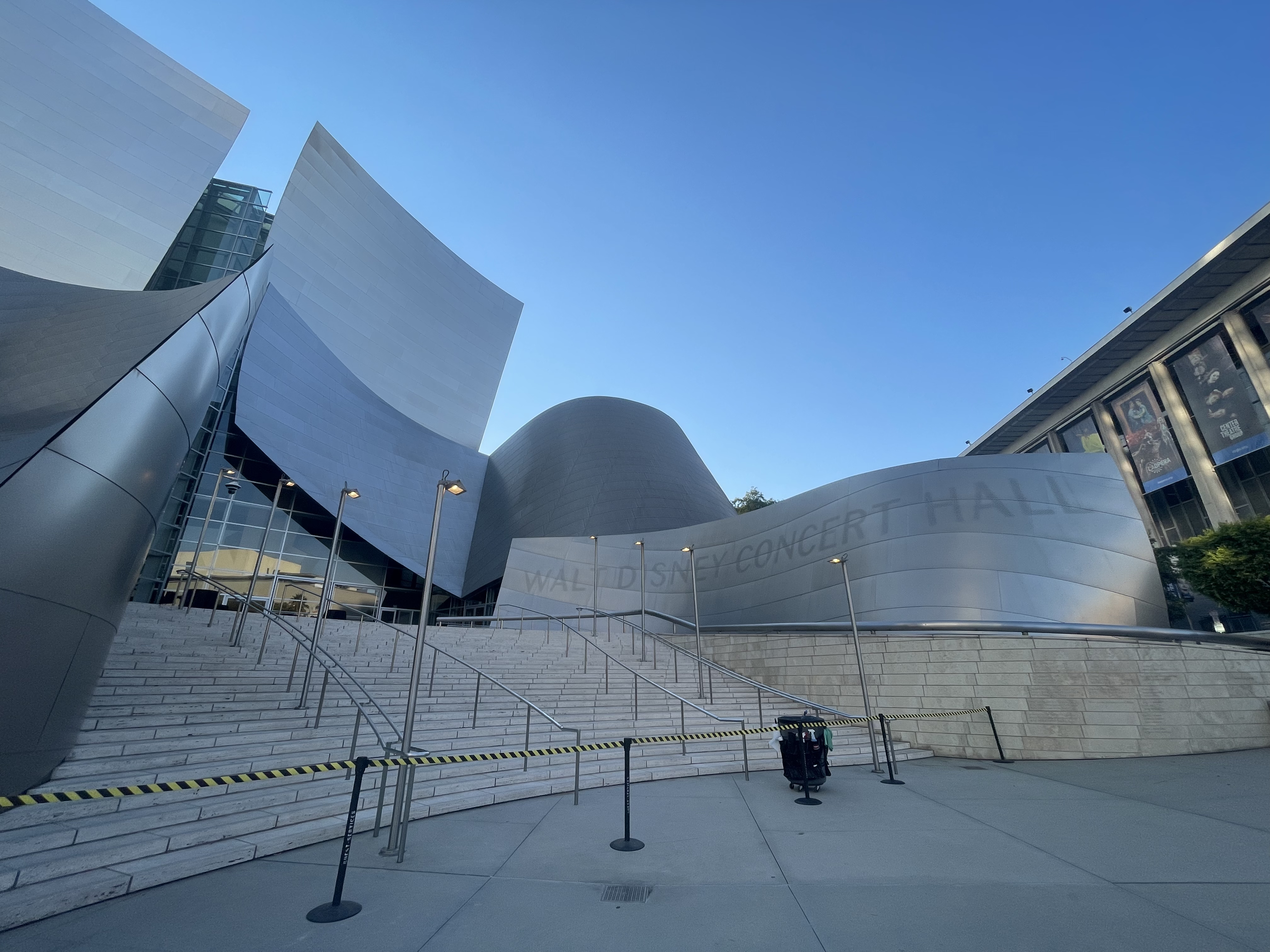
Ingresso del teatro all'angolo tra West 1st Street e Grand Avenue

L'edificio è collocato all'interno della maglia regolare di Los Angeles, ma subito la rompe ponendo gli ingressi sui quattro angoli, invece che sugli assi principali del lotto; ogni ingresso è differenziato dall'altro sia per forma che per funzione: a nordovest la Sala Soci Fondatori, a sudest la Cascada, a sudovest il giardino musicisti, a nordest l'ingresso principale del foyer.
Il problema con cui Gehry ha dovuto subito fare i conti, vista la dislocazione del progetto, è l'integrazione con il contesto urbano in cui il teatro è inserito: due strade si incrociano e danno luogo ad una piazza d'ingresso, che entra in contatto con il Music Center; una seconda piazza posta sul retro circonda l'edificio posto al centro del lotto. Tutto ciò ha suggerito al progettista di realizzare dei percorsi a zig-zag, apparentemente casuali, suggeriti dalla pavimentazione, che conducono il visitatore, attraverso una serie di colonne, all'interno del teatro, uno spazio puro ed ermetico dove regna la simmetria.
Quest'edificio, infatti, è una continua contraddizione non solo tra la simmetria interna e l'asimmetria esterna, ma anche tra i volumi chiusi (interni) e gli spazi permeabili (esterni) che creano una tensione spaziale; gli spazi esterni, inoltre, mirano a far dialogare il Walt Disney Concert Hall con il Music Center posizionato dall'altra parte della strada. Proprio per questo è attentamente studiata la collocazione del foyer che si snoda lungo la strada, che non è mai delimitato da pareti, ma da elementi architettonici ben precisi, che servono per lo svolgimento di molteplici attività come conferenze, dibattiti legati agli spettacoli, programmi educativi, spettacoli improvvisati durante l'arco della giornata e tutto ciò che porti il visitatore a percepire il senso della globalità.
Dal punto di vista costruttivo, l'intera struttura risulta dalla fusione di due sistemi costruttivi: quello interno,e regolare a maglia con pilastri in cemento ad interasse costante e un sistema a setti, e quello esterno, rivestito di calcare francese e acciaio inossidabile.
Tutto il progetto gira intorno alla sala concerti che contiene 2265 posti, la cui forma interna è dettata da parametri acustici (messi a punto da Yosushisa Toyota), uno spazio simmetrico in opposizione all'asimmetria degli elementi che lo circondano.
Le forme del tetto e l'intelaiatura della cassa di risonanza all'esterno risultano date da un movimento in proiezione scientifica. Anche per la realizzazione di questo progetto Gehry si è avvalso di un programma usato dall'aeronautica militare, per poter eseguire i calcoli su una struttura così complicata.

## La costruzione

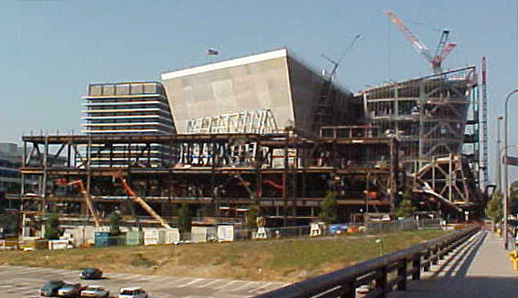
L'edificio in costruzione nel luglio 2001

La costruzione della sala concerti, il cui avvio era previsto per il 1991, si fermò dal 1994 al 1996 per cercare dei fondi. I fondi richiesti aumentarono, per un errato conto tra i costi di produzione iniziale e quelli effettivamente necessari. Il progetto fu rivisitato, furono cambiati alcuni particolari, come la facciata esterna: inizialmente prevista in pietra, fu realizzata in metallo, nettamente più economica.
I lavori ripresero nel 1996 e si arrestarono nel 1999, vennero completati definitivamente nel 2003; il costo complessivo è stimato in 274 milioni di dollari, incluso il garage. Si stima che la famiglia Disney donò 84,5 milioni di dollari e altri 25 milioni arrivarono dalla The Walt Disney Company. Il resto delle donazioni venne fatto da privati.

## Problemi di riflesso
Dopo la costruzione, vennero fatte nuove modifiche esternamente alla Founders Room (o stanza dei fondatori); molte parti esterne dell'edificio vennero progettate in acciaio, la stanza dei fondatori e l'anfiteatro dei bambini vennero progettati con specchi altamente puliti. La qualità del riflesso della superficie venne amplificato dalle sezioni concave delle parti dei muri della camera dei fondatori. Con così tanti specchi la temperatura dei palazzi circostanti e dell'edificio in sé risultava molto elevata, e causava un grosso uso di aria condizionata. Nel 2005 venne eseguita una leggera levigatura con sabbia che eliminò quest'effetto indesiderato.